# باشگاه فوتبال مسقط
باشگاه مسقط (انگلیسی: Muscat Club) (عربی: نادی مسقط) یک باشگاه ورزشی است که در شهر مسقط، عمان واقع شده است. این باشگاه در حال حاضر در لیگ حرفه‌ای فوتبال عمان، بالاترین سطح لیگ فوتبال عمان حضور دارد. زمین اصلی خانگی آنها مجموعه ورزشی سلطان قابوس است ولی با این وجود ورزشگاه پلیس سلطنتی عمان را هم زمین خانگی خود می‌دانند.